# Ventrilo
Ventrilo est un logiciel propriétaire de dialogue vocal. On peut parler avec plusieurs autres utilisateurs en même temps vocalement : il s’agit d’un chat vocal.
Pour cela, chaque personne doit avoir installé sur son ordinateur une version client Ventrilo. Après l’installation de la version, il faut créer un compte et se connecter sur un serveur Ventrilo. Ce système est beaucoup utilisé dans les jeux en réseau et permet aux différents joueurs de pouvoir évoluer dans le jeu en se donnant des informations.

## Version client
Voici les plates-formes sous lesquelles tourne les clients :
- Microsoft Windows
- Linux (en développement, non disponible actuellement)
- MacOSX

Un client peut se connecter sur n’importe quelle plate-forme de serveur.

## Plates-formes version serveur
Voici les plates-formes sur lesquelles tournent les serveurs :
- Windows
- Linux
- Solaris
- FreeBSD
- NetBSD
- MacOSX